# Liste des monuments historiques de Schilde
Cette page regroupe l'ensemble des monuments classés de la ville belge de Schilde.
| Objet                                                                  | Statut du classement? | Année de construction/architecte | Section communale | Adresse                  | Coordonnées                      | Numéro d'inventaire | Illustration                     |
| ---------------------------------------------------------------------- | --------------------- | -------------------------------- | ----------------- | ------------------------ | -------------------------------- | ------------------- | -------------------------------- |
| (nl) Kasteel Spreeuwenborg, neoclassicisme                             | Oui                   |                                  | Schilde           | Alf.Van den Sandelaan 12 | 51° 14′ 05″ nord, 4° 35′ 27″ est | 14104               | Téléverser                       |
| (nl) Kasteel Spreeuwenborg, neoclassicisme                             | Oui                   |                                  | Schilde           | Alf.Van den Sandelaan 14 | 51° 14′ 05″ nord, 4° 35′ 27″ est | 14104               | Téléverser                       |
| (nl) Grote Hoeve                                                       | Oui                   |                                  | Schilde           | Bellevuedreef 40         | 51° 13′ 40″ nord, 4° 34′ 06″ est | 14105               | Téléverser                       |
| (nl) Woning                                                            |                       |                                  | Schilde           | Bellevuedreef 44         | 51° 13′ 33″ nord, 4° 34′ 05″ est | 14106               | Téléverser                       |
| (nl) Woning, La Regie                                                  |                       |                                  | Schilde           | Bellevuedreef 46         | 51° 13′ 32″ nord, 4° 34′ 05″ est | 14107               | Téléverser                       |
| (nl) Hoeve, Couwenberghhoeve                                           | Oui                   |                                  | Schilde           | Bethaniëlei 81           | 51° 16′ 58″ nord, 4° 36′ 19″ est | 14108               | Téléverser                       |
| (nl) Parochiekerk Onze-Lieve-Vrouw ten Hemel Opgenomen                 |                       |                                  | Schilde           | De Liebaard              | 51° 14′ 00″ nord, 4° 33′ 19″ est | 14111               | Téléverser                       |
| (nl) Hof ten Broecke of Hof van Schilde                                | Oui                   |                                  | Schilde           | De Pont                  | 51° 13′ 24″ nord, 4° 34′ 13″ est | 14112               | Téléverser                       |
| (nl) Hoeve                                                             |                       |                                  | Schilde           | De Rest 10               | 51° 14′ 48″ nord, 4° 35′ 34″ est | 14114               | Téléverser                       |
| (nl) Hoeve                                                             |                       |                                  | Schilde           | De Rest 12               | 51° 14′ 48″ nord, 4° 35′ 34″ est | 14114               | Téléverser                       |
| (nl) Dorpswoning                                                       |                       |                                  | Schilde           | Dorpsstraat 26           | 51° 14′ 00″ nord, 4° 34′ 59″ est | 14115               | Téléverser                       |
| (nl) Villa cottagestijl ca. 1920                                       |                       |                                  | Schilde           | Eugeen Van de Vellaan 65 | 51° 14′ 27″ nord, 4° 34′ 28″ est | 14119               | Téléverser                       |
| (nl) Landhuis Hazelfhof                                                |                       |                                  | Schilde           | Fondatiedreef 9          | 51° 13′ 54″ nord, 4° 35′ 12″ est | 14120               | Téléverser                       |
| (nl) Fort van 's Gravenwezel of Schildestrand                          |                       |                                  | Schilde           | Karekiet 70              | 51° 15′ 42″ nord, 4° 35′ 22″ est | 14121               | Téléverser                       |
| (nl) Hoeve Dobbelhoeve                                                 | Oui                   |                                  | Schilde           | Goorstraat 41            | 51° 13′ 44″ nord, 4° 36′ 26″ est | 14122               | Téléverser                       |
| (nl) Hoeve Dobbelhoeve                                                 | Oui                   |                                  | Schilde           | Goorstraat 43            | 51° 13′ 44″ nord, 4° 36′ 26″ est | 14122               | Téléverser                       |
| (nl) Onze-Lieve-Vrouwekapel                                            | Oui                   |                                  | Schilde           | Kapelstraat              | 51° 14′ 34″ nord, 4° 34′ 46″ est | 14124               | Téléverser                       |
| (nl) Dorpswoning                                                       |                       |                                  | Schilde           | Kasteeldreef 11          | 51° 13′ 53″ nord, 4° 34′ 54″ est | 14125               | Téléverser                       |
| (nl) Hoeve, Steenen hoeve                                              |                       |                                  | Schilde           | Kasteeldreef 38          | 51° 13′ 45″ nord, 4° 34′ 17″ est | 14126               | Téléverser                       |
| (nl) Hoeve, Steenen hoeve                                              |                       |                                  | Schilde           | Kasteeldreef 43          | 51° 13′ 45″ nord, 4° 34′ 17″ est | 14126               | Téléverser                       |
| (nl) Herenhuis dubbelhuistype                                          |                       |                                  | Schilde           | Kerkelei 36              | 51° 14′ 19″ nord, 4° 34′ 59″ est | 14127               | Téléverser                       |
| (nl) Parochiekerk Sint-Guibertus                                       | Oui                   |                                  | Schilde           | Kerkplein                | 51° 13′ 54″ nord, 4° 35′ 00″ est | 14128               | Téléverser                       |
| (nl) Landhuis Diegemhof                                                | Oui                   |                                  | Schilde           | Liersebaan 96            | 51° 14′ 07″ nord, 4° 35′ 19″ est | 14129               | Téléverser                       |
| (nl) Dorpswoning                                                       |                       |                                  | Schilde           | Lindenstraat 1           | 51° 14′ 27″ nord, 4° 35′ 06″ est | 14130               | Téléverser                       |
| (nl) Hoeve                                                             | Oui                   |                                  | Schilde           | Lindenstraat 54          | 51° 14′ 25″ nord, 4° 35′ 17″ est | 14131               | Téléverser                       |
| (nl) Caterskapel                                                       | Oui                   |                                  | Schilde           | Caterskapeldreef         | 51° 17′ 25″ nord, 4° 36′ 32″ est | 14132               | Téléverser                       |
| (nl) Atelierwoning Z. Van Dyck                                         |                       |                                  | Schilde           | Oudebaan 130             | 51° 14′ 44″ nord, 4° 35′ 28″ est | 14135               | Téléverser                       |
| (nl) Dorpswoning                                                       | Oui                   |                                  | Schilde           | Pastorijdreef 23         | 51° 13′ 49″ nord, 4° 35′ 00″ est | 14136               | Téléverser                       |
| (nl) Dorpswoning                                                       | Oui                   |                                  | Schilde           | Pastorijdreef 25         | 51° 13′ 49″ nord, 4° 35′ 00″ est | 14136               | Téléverser                       |
| (nl) Dorpswoning                                                       |                       |                                  | Schilde           | Puttenhoflaan 1          | 51° 13′ 57″ nord, 4° 35′ 03″ est | 14137               | Téléverser                       |
| (nl) Dorpswoning                                                       |                       |                                  | Schilde           | Puttenhoflaan 2          | 51° 13′ 54″ nord, 4° 35′ 03″ est | 14138               | Téléverser                       |
| (nl) Dorpswoning                                                       |                       |                                  | Schilde           | Puttenhoflaan 4          | 51° 13′ 55″ nord, 4° 35′ 04″ est | 14139               | Téléverser                       |
| (nl) Hoeve                                                             |                       |                                  | Schilde           | Puttenhoflaan 7          | 51° 13′ 57″ nord, 4° 35′ 04″ est | 14140               | Téléverser                       |
| (nl) Pastorie                                                          | Oui                   |                                  | Schilde           | Puttenhoflaan 10         | 51° 13′ 54″ nord, 4° 35′ 08″ est | 14141               | Téléverser                       |
| (nl) Kapel Onze-Lieve-Vrouw van Bijstand                               |                       |                                  | Schilde           | Puttenhoflaan            | 51° 13′ 56″ nord, 4° 35′ 08″ est | 14142               | Téléverser                       |
| (nl) Hoeve                                                             |                       |                                  | Schilde           | Puttenhoflaan 24A        | 51° 13′ 57″ nord, 4° 35′ 14″ est | 14144               | Téléverser                       |
| (nl) Puttenhof of Hof ten Putte, Regina Pacis                          | Oui                   |                                  | Schilde           | Puttenhoflaan 25         | 51° 14′ 02″ nord, 4° 35′ 16″ est | 14145               | Téléverser                       |
| (nl) Villa                                                             |                       |                                  | Schilde           | Rodedreef 47             | 51° 13′ 27″ nord, 4° 33′ 14″ est | 14146               | Téléverser                       |
| (nl) Hoeve Spreeuwenborg, hoeve                                        | Oui                   |                                  | Schilde           | Renier Sniederspad 3     | 51° 14′ 03″ nord, 4° 35′ 28″ est | 14147               | Téléverser                       |
| (nl) Villa                                                             |                       |                                  | Schilde           | Schaliënhoefdreef 97     | 51° 13′ 51″ nord, 4° 33′ 23″ est | 14148               | Téléverser                       |
| (nl) Jongesschool Sint-Wybrecht                                        |                       |                                  | Schilde           | Schoolstraat 33          | 51° 14′ 11″ nord, 4° 34′ 54″ est | 14149               | Téléverser                       |
| (nl) Dorpswoning                                                       |                       |                                  | Schilde           | Terputtenlaan 5          | 51° 13′ 59″ nord, 4° 35′ 08″ est | 14151               | Téléverser                       |
| (nl) Dorpswoning                                                       |                       |                                  | Schilde           | Turnhoutsebaan 91        | 51° 14′ 19″ nord, 4° 34′ 38″ est | 14154               | Téléverser                       |
| (nl) Dubbelwoonst, restaurant De Loteling                              | Oui                   |                                  | Schilde           | Turnhoutsebaan 112       | 51° 14′ 04″ nord, 4° 33′ 54″ est | 14155               | Téléverser                       |
| (nl) Brouwerij Drie Lindekens of herberg Sint-Guibertus                | Oui                   |                                  | Schilde           | Turnhoutsebaan 141       | 51° 14′ 22″ nord, 4° 34′ 48″ est | 14156               | Téléverser                       |
| (nl) Tollenberg, herenhuis                                             | Oui                   |                                  | Schilde           | Turnhoutsebaan 180       | 51° 14′ 16″ nord, 4° 34′ 34″ est | 14157               | Téléverser                       |
| (nl) Herenhuis dubbelhuistype                                          |                       |                                  | Schilde           | Turnhoutsebaan 282       | 51° 14′ 24″ nord, 4° 34′ 56″ est | 14158               | Téléverser                       |
| (nl) Dorpswoning                                                       |                       |                                  | Schilde           | Vennebosstraat 23        | 51° 13′ 59″ nord, 4° 34′ 42″ est | 14160               | Téléverser                       |
| (nl) Bellemondhoeve                                                    |                       |                                  | 's Gravenwezel    | Bellemond 22             | 51° 14′ 38″ nord, 4° 33′ 47″ est | 14161               | Téléverser                       |
| (nl) Hof ter Linden, kasteel                                           | Oui                   |                                  | 's Gravenwezel    | Hof ter Linden 57        | 51° 14′ 57″ nord, 4° 33′ 23″ est | 14162               | Téléverser                       |
| (nl) Hof ter Linden, kasteel                                           | Oui                   |                                  | 's Gravenwezel    | Hof ter Linden 59        | 51° 14′ 57″ nord, 4° 33′ 23″ est | 14162               | Téléverser                       |
| (nl) Villa                                                             |                       |                                  | 's Gravenwezel    | Eekhoornlaan 17          | 51° 15′ 11″ nord, 4° 33′ 17″ est | 14163               | Téléverser                       |
| (nl) Jachtpaviljoen bij Kasteel van 's Gravenwezel                     | Oui                   |                                  | 's Gravenwezel    | Epicialaan 1             | 51° 15′ 13″ nord, 4° 34′ 07″ est | 14164               | Téléverser                       |
| (nl) Villa                                                             |                       |                                  | 's Gravenwezel    | Groene Wandeling 13      | 51° 15′ 44″ nord, 4° 34′ 35″ est | 14165               | Téléverser                       |
| (nl) Villa 1983 naar ontwerp van J. Crepain                            |                       |                                  | 's Gravenwezel    | Groene Wandeling 17      | 51° 15′ 44″ nord, 4° 34′ 38″ est | 14166               | Téléverser                       |
| (nl) Parochiekerk Sint-Catharina                                       | Oui                   |                                  | 's Gravenwezel    | Kerkstraat               | 51° 15′ 46″ nord, 4° 33′ 16″ est | 14167               | (nl) Parochiekerk Sint-Catharina |
| (nl) Herberg De Sleutel, dorpswoning                                   |                       |                                  | 's Gravenwezel    | Kerkstraat 4             | 51° 15′ 47″ nord, 4° 33′ 25″ est | 14168               | Téléverser                       |
| (nl) Gemeentehuis en school, nu bibliotheek                            |                       |                                  | 's Gravenwezel    | Kerkstraat 22            | 51° 15′ 45″ nord, 4° 33′ 19″ est | 14169               | Téléverser                       |
| (nl) Gemeentehuis en school, nu bibliotheek                            |                       |                                  | 's Gravenwezel    | Kerkstraat 24            | 51° 15′ 45″ nord, 4° 33′ 19″ est | 14169               | Téléverser                       |
| (nl) Pastorie, herenhuis                                               | Oui                   |                                  | 's Gravenwezel    | Kerkstraat 31            | 51° 15′ 49″ nord, 4° 33′ 15″ est | 14170               | Téléverser                       |
| (nl) Dorpswoning                                                       | Oui                   |                                  | 's Gravenwezel    | Kerkstraat 32            | 51° 15′ 47″ nord, 4° 33′ 14″ est | 14171               | Téléverser                       |
| (nl) Dorpswoningen                                                     |                       |                                  | 's Gravenwezel    | Kerkstraat 41            | 51° 15′ 49″ nord, 4° 33′ 19″ est | 14172               | Téléverser                       |
| (nl) Dorpswoningen                                                     |                       |                                  | 's Gravenwezel    | Kerkstraat 43            | 51° 15′ 49″ nord, 4° 33′ 19″ est | 14172               | Téléverser                       |
| (nl) Rusthuis Sint-Lodewijk                                            |                       |                                  | 's Gravenwezel    | Kerkstraat 61            | 51° 15′ 50″ nord, 4° 33′ 25″ est | 14173               | Téléverser                       |
| (nl) Dorpswoning dubbelhuistype                                        |                       |                                  | 's Gravenwezel    | Moerstraat 24            | 51° 15′ 57″ nord, 4° 33′ 09″ est | 14174               | Téléverser                       |
| (nl) Schranshoeve of Kloosterhoeve, 't Nieuwhof, 't Oudhof, De Schrans | Oui                   |                                  | 's Gravenwezel    | Moerstraat 26            | 51° 15′ 58″ nord, 4° 33′ 14″ est | 14175               | Téléverser                       |
| (nl) 's Gravenhof of Grauw hofke, woning                               | Oui                   |                                  | 's Gravenwezel    | Moerstraat 53            | 51° 16′ 05″ nord, 4° 33′ 37″ est | 14361               | Téléverser                       |
| (nl) Hoeve Marijnissen                                                 |                       |                                  | 's Gravenwezel    | Moerstraat 55            | 51° 16′ 09″ nord, 4° 33′ 38″ est | 14362               | Téléverser                       |
| (nl) Duyvendaelhoeve of Kasteleinshoeve                                | Oui                   |                                  | 's Gravenwezel    | Molenakker 14            | 51° 15′ 41″ nord, 4° 33′ 54″ est | 14363               | Téléverser                       |
| (nl) Woning, deel van Molenhoeve                                       | Oui                   |                                  | 's Gravenwezel    | Molenakker 34            | 51° 15′ 29″ nord, 4° 33′ 39″ est | 14364               | Téléverser                       |
| (nl) Villa                                                             |                       |                                  | 's Gravenwezel    | Narcissenlaan 11         | 51° 14′ 40″ nord, 4° 32′ 46″ est | 14365               | Téléverser                       |
| (nl) Villa                                                             |                       |                                  | 's Gravenwezel    | Patrijzenlaan 14         | 51° 15′ 16″ nord, 4° 33′ 20″ est | 14366               | Téléverser                       |
| (nl) Villa naar ontwerp van M. Dessauvage                              |                       |                                  | 's Gravenwezel    | Patrijzenlaan 22         | 51° 15′ 16″ nord, 4° 33′ 24″ est | 14367               | Téléverser                       |
| (nl) Villa naar ontwerp van J. De Roover                               |                       |                                  | 's Gravenwezel    | Rozenlaan 2              | 51° 14′ 27″ nord, 4° 33′ 44″ est | 14368               | Téléverser                       |
| (nl) Villa naar ontwerp van J. De Roover                               |                       |                                  | 's Gravenwezel    | Sint Hubertuslaan 38     | 51° 15′ 12″ nord, 4° 33′ 33″ est | 14369               | Téléverser                       |
| (nl) Woning                                                            | Oui                   |                                  | 's Gravenwezel    | Sint Jobsteenweg 15      | 51° 15′ 48″ nord, 4° 33′ 35″ est | 14370               | Téléverser                       |
| (nl) Ter Brakken, gebouw                                               | Oui                   |                                  | 's Gravenwezel    | Sint Jobsteenweg 17      | 51° 15′ 47″ nord, 4° 33′ 43″ est | 14371               | Téléverser                       |
| (nl) Ter Brakken, gebouw                                               | Oui                   |                                  | 's Gravenwezel    | Sint Jobsteenweg 19      | 51° 15′ 47″ nord, 4° 33′ 43″ est | 14371               | Téléverser                       |
| (nl) Kapel van de overbuur                                             | Oui                   |                                  | 's Gravenwezel    | Sint Jobsteenweg         | 51° 15′ 47″ nord, 4° 33′ 45″ est | 14372               | Téléverser                       |
| (nl) Catershof of Kattenhof, kasteel                                   | Oui                   |                                  | 's Gravenwezel    | Sint Jobsteenweg 21      | 51° 15′ 55″ nord, 4° 33′ 51″ est | 14373               | Téléverser                       |
| (nl) Catershof of Kattenhof, kasteel                                   | Oui                   |                                  | 's Gravenwezel    | Sint Jobsteenweg 23      | 51° 15′ 55″ nord, 4° 33′ 51″ est | 14373               | Téléverser                       |
| (nl) Flinckheuvel, woning                                              |                       |                                  | 's Gravenwezel    | Sint Jobsteenweg 25      | 51° 15′ 51″ nord, 4° 34′ 01″ est | 14374               | Téléverser                       |
| (nl) Kattenberghoeve, hoeve                                            | Oui                   |                                  | 's Gravenwezel    | Sint Jobsteenweg 34      | 51° 15′ 44″ nord, 4° 33′ 37″ est | 14375               | Téléverser                       |
| (nl) Kattenberghoeve, hoeve                                            | Oui                   |                                  | 's Gravenwezel    | Sint Jobsteenweg 36      | 51° 15′ 44″ nord, 4° 33′ 37″ est | 14375               | Téléverser                       |
| (nl) Woning, smidse                                                    | Oui                   |                                  | 's Gravenwezel    | Sint Jobsteenweg z.nr.   | 51° 15′ 46″ nord, 4° 33′ 44″ est | 14376               | Téléverser                       |
| (nl) Kasteel van 's Gravenwezel, waterslot                             | Oui                   |                                  | 's Gravenwezel    | Sint Jobsteenweg 64      | 51° 15′ 40″ nord, 4° 34′ 05″ est | 14377               | Téléverser                       |
| (nl) Sint-Anna hoeve, hoeve                                            |                       |                                  | 's Gravenwezel    | Koeistraat 4             | 51° 16′ 51″ nord, 4° 34′ 13″ est | 14378               | Téléverser                       |
| (nl) Dorpswoning                                                       |                       |                                  | 's Gravenwezel    | Wijnegemsteenweg 20      | 51° 15′ 45″ nord, 4° 33′ 05″ est | 14381               | Téléverser                       |
| (nl) Dorpswoning dubbelhuistype                                        |                       |                                  | 's Gravenwezel    | Wijnegemsteenweg 39      | 51° 15′ 42″ nord, 4° 33′ 00″ est | 14383               | Téléverser                       |
| (nl) Dorpswoningen                                                     |                       |                                  | 's Gravenwezel    | Wijnegemsteenweg 45      | 51° 15′ 40″ nord, 4° 32′ 59″ est | 14384               | Téléverser                       |
| (nl) Dorpswoningen                                                     |                       |                                  | 's Gravenwezel    | Wijnegemsteenweg 47      | 51° 15′ 40″ nord, 4° 32′ 59″ est | 14384               | Téléverser                       |
| (nl) Bokkenhoeve, woning                                               |                       |                                  | 's Gravenwezel    | Wijnegemsteenweg 57      | 51° 15′ 37″ nord, 4° 32′ 57″ est | 14385               | Téléverser                       |
| (nl) Twee woningen                                                     |                       |                                  | 's Gravenwezel    | Wijnegemsteenweg 69      | 51° 15′ 32″ nord, 4° 32′ 55″ est | 14386               | Téléverser                       |
| (nl) Twee woningen                                                     |                       |                                  | 's Gravenwezel    | Wijnegemsteenweg 71      | 51° 15′ 32″ nord, 4° 32′ 55″ est | 14386               | Téléverser                       |
| (nl) Vinkenhof, landhuis XVIII                                         | Oui                   |                                  | 's Gravenwezel    | Wijnegemsteenweg 75      | 51° 15′ 28″ nord, 4° 32′ 51″ est | 14387               | Téléverser                       |
| (nl) Woning                                                            |                       |                                  | 's Gravenwezel    | Wijnegemsteenweg 81      | 51° 15′ 20″ nord, 4° 32′ 49″ est | 14388               | Téléverser                       |
| (nl) Woonstalhuis XVIII met bakhuis                                    | Oui                   |                                  | 's Gravenwezel    | Wijnegemsteenweg 154     | 51° 14′ 49″ nord, 4° 32′ 28″ est | 14390               | Téléverser                       |
| (nl) Schans d'Oudaen                                                   | Oui                   |                                  | 's Gravenwezel    | Moerstraat 57            | 51° 16′ 19″ nord, 4° 33′ 37″ est | 200807              | Téléverser                       |
| (nl) Schans                                                            | Oui                   |                                  | Schilde           | Schanslaan               | 51° 14′ 38″ nord, 4° 36′ 01″ est | 84247               | Téléverser                       |
| (nl) Stuwsluis                                                         |                       |                                  | Schilde           | Schanslaan               | 51° 14′ 36″ nord, 4° 36′ 01″ est | 84248               | Téléverser                       |